# Francesco Esposito
Francesco Esposito (Nápoles, 13 de Janeiro de 1964 – 20 de Julho de 2020), foi um musicólogo italiano, que se destacou principalmente pela sua carreira em Portugal.

## Biografia
Nasceu em 13 de Janeiro de 1964, na cidade de Nápoles. Concluiu a sua licenciatura ainda em Nápoles, com uma tese sobre a escola pianística napolitana do século XIX, e depois frequentou a Universidade Nova de Lisboa, onde tirou o doutoramento em Ciências Musicais.
Após a sua formação continuou a colaborar com a Universidade Nova, mais precisamente na Faculdade de Ciências Sociais e Humanas, tendo estado envolvido com várias unidades de investigação daquela unidade de ensino, como o Centro de Estudos de Sociologia e Estética Musical, e posteriormente o Instituto de Etnomusicologia - Centro de Estudos em Música e Dança. Neste instituto, foi um dos investigadores responsáveis pelo programa PROFMUS, Ser Músico em Portugal: a condição sócio-profissional dos músicos em Lisboa 1750-1985. Foi bolseiro de doutoramento e pós-doutoramento da Faculdade de Ciências e Tecnologia, tendo também recebido uma bolsa da Fundação Calouste Gulbenkian. Como musicólogo, ainda em Nápoles, fez estudos sobre o piano da época oitocentista, baseado na obra do compositor austríaco Sigismond Thalberg. Em Portugal, ficou conhecido pelas suas investigações sobre a música portuguesa no século XIX, que se prolongaram até ao seu falecimento. Estudou inicialmente as práticas concertísticas em Lisboa naquele período, como parte do seu pós-doutoramento, tendo depois ampliado as suas averiguações às tournées entre Portugal e o Brasil, por parte de músicos conceituados a nível internacional. Fez igualmente parte do Núcleo de Estudos da História da Música Luso-Brasileira, foi membro da Sociedade Portuguesa de Investigação em Música, com a qual trabalhou em diversos momentos, e fazia parte da comissão científica do X Encontro de Investigação em Música, que se realizou em Novembro de 2020 na cidade de Coimbra. Também participou nos programas Estudos de Música Instrumental em Portugal: 1755-1834, da Universidade de Évora, e Applied musicology to the concert classic in Spain, da Universidade de La Rioja. Trabalhou com a Casa da Música, no Porto, e o Teatro Nacional de São Carlos, em Lisboa, tendo sido membro do estudo O Teatro de S. Carlos: As Artes do Espectáculo em Portugal, da Universidade Nova de Lisboa. Exerceu igualmente como professor em vários estabelecimentos de ensino de Lisboa, nomeadamente a Universidade Nova, a Escola Superior de Música, a Academia Nacional Superior de Orquestra e o Conservatório Nacional, nas disciplinas de História da Música Portuguesa, Estética Musical, e História da Música. Também ensinou em escolas italianas, nas cadeiras de Literatura Italiana e Latina.
Como investigador, deixou um grande número de artigos em revistas científicas, destacando-se o ensaio Liszt al rovescio, sobre a passagem do compositor Franz Liszt por Portugal em 1845, que recebeu o Prémio Liszt em 2010, organizado pela Fondazione Istituto Liszt. Também foi o autor da monografia Um Movimento Musical como nunca houve em Portugal: associativismo musical e vida concertística na Lisboa liberal, 1822-1853, publicado pela editora Colibri e pelo Centro de Estudos de Sociologia e Estética Musical, e que é considerada como uma das obras mais importantes para o conhecimento da música portuguesa oitocentista. Também escreveu várias biografias de músicos oitocentistas para dicionários, como as obras The new Grove Dictionary of Music and Musicians, e o Die Musik in Geschichte und Gegenwart. Após a sua morte, o Instituto de Etnomusicologia lançou a obra Fin Qui Ho Parlato: a condição profissional dos músicos na Lisboa oitocentista e outros ensaios, onde compilou um conjunto de artigos de Francesco Esposito, escritos entre 1999 e 2020, que se encontravam dispersos em várias revistas científicas, além de uma obra inédita, baseada numa das suas últimas comunicações orais, e que explanava a relação de Gioachino Rossini com a família real portuguesa. Este livro foi oficialmente apresentado em 13 de Janeiro de 2023, no auditório da Biblioteca Nacional de Portugal.
Faleceu em 20 de Julho de 2020.

## Obras publicadas
- ESPOSITO, Francesco (2016). Um movimento musical como nunca houve em Portugal: associativismo musical e vida concertística na Lisboa liberal (1822-1853). Lisboa: Colibri e Centro de Estudos de Sociologia e Estética Musical. 484 páginas. ISBN 978-989-689-509-9
- ESPOSITO, Francesco; CYMBRON, Luísa; NERY, Rui Vieira (2001). Verdi em Portugal, 1843-2001: exposição comemorativa do centenário da morte do compositor. Lisboa: Biblioteca Nacional de Portugal e Teatro Nacional de São Carlos. 191 páginas. ISBN 972-565-327-0
- ESPOSITO, Francesco (obra póstuma) (2022).  FERNANDES, Cristina; HORA, Tiago, ed. «Fin qui ho parlato...»: a condição profissional dos músicos na Lisboa oitocentista e outros ensaios. Lisboa: Instituto de Etnomusicologia e Edições Colibri